# Canthium lasianthoides
Canthium lasianthoides är en måreväxtart som beskrevs av Friedrich Anton Wilhelm Miquel. Canthium lasianthoides ingår i släktet Canthium och familjen måreväxter.
Artens utbredningsområde är Java. Inga underarter finns listade i Catalogue of Life.